# 第4回全国高等学校選抜ラグビーフットボール大会
第4回全国高等学校選抜ラグビーフットボール大会は2003年（平成15年）4月3日から4月7日まで熊谷ラグビー場にて行われた全国高校選抜ラグビー大会である。

## 概要
今大会で参加チーム16校時代は最後となった。

## 出場校
北海道ブロック
- 北見北斗（初出場）

東北ブロック
- 三本木農（初出場）
- 仙台育英（4年連続4回目）

関東ブロック
- 清真学園（初出場）
- 國學院久我山（2年連続3回目）
- 桐蔭学園（2年連続3回目）

北信越ブロック
- 岡谷工（4年連続4回目）

東海ブロック
- 西陵商（2年連続3回目）

近畿ブロック
- 東海大仰星（4年連続4回目）
- 啓光学園（3年連続3回目）
- 近大付（初出場）

中国ブロック
- 広島工（初出場）

四国ブロック
- 貞光工（初出場）

九州ブロック
- 佐賀工（2年連続3回目）
- 長崎北（初出場）

開催県枠
- 正智深谷（4年連続4回目）

## 試合結果
- 太字は勝利校を示す。

### 1回戦
- 長崎北 50-7三本木農
- 東海大仰星 26-7桐蔭学園
- 正智深谷 88-13広島工
- 貞光工 21-19北見北斗
- 國學院久我山 29-24啓光学園
- 佐賀工 58-24岡谷工
- 近大付 10-8仙台育英
- 西陵商 37-5清真学園

### 敗者戦
- 啓光学園 45-14岡谷工
- 清真学園33-33 仙台育英
- 桐蔭学園 24-7三本木農
- 北見北斗 41-5広島工

### 準々決勝
- 佐賀工 29-19國學院久我山
- 西陵商 19[3]-19近大付
- 東海大仰星 60-7長崎北
- 正智深谷 98-5貞光工

### 準決勝
- 正智深谷 38-24東海大仰星
- 佐賀工 34-20西陵商

### 決勝
| 4月7日 13:00 | 正智深谷 | 31-18 | 佐賀工 | Aグラウンド レフリー: 小野塚隆 |
| 4月7日 13:00 | 詳細     |       |        | Aグラウンド レフリー: 小野塚隆 |

| 全国高等学校選抜ラグビーフットボール大会 第4回大会 優勝 |
| ------------------------------------------------------- |
| 正智深谷高校 4年ぶり2回目                               |